# Tatsuto
Tatsuto（たつと、1999年8月1日は、日本のボカロP、作詞家、作曲家、編曲家。

## 概要
2021年7月27日に初音ミクを使用した楽曲『ネオンナイト』をYouTube、ニコニコ動画に投稿し活動開始。当時20歳。
3作目に『溺心』を発表し、YouTubeで7万回再生を超えるほどのヒットを記録した。
2024年には初の本人歌唱である『溺心 Self Cover』を発表した。

## 作品について

### 溺心
2022年6月18日にYouTubeやニコニコ動画および各配信サイトにて投稿した3作目。投稿から現在までで総再生数7.8万回を記録している。
失恋や片思いをテーマとした歌詞となっており、ミュージックビデオに登場する線香花火の儚さが、叶わない恋の切なさを表現している。